# Eduard Heldt
Eduard Heldt (* 18. Oktober 1818 in Greifswald; † 23. Januar 1885 in Lübeck) war ein deutscher Marineoffizier, zuletzt Konteradmiral der Norddeutschen und Kaiserlichen Marine.

## Leben
Heldt fuhr 1832 bis 1849 auf Handelsschiffen zur See und erwarb 1843 das Patent als Schiffer II. Klasse. Am 28. April 1849 trat er als Auxiliaroffizier in die Preußische Marine ein. Heldt war zunächst Steuermann auf dem Postdampfer Königin Elisabeth und von Mai bis August 1849 Erster Offizier auf dem Aviso Preußischer Adler. Anschließend befand er sich zu Ausbildungszwecken bei der Matrosenstammdivision. Am 2. April 1850 wurde er zum Marineleutnant II. Klasse befördert und übernahm 1851 das Kommando über den Radaviso Salamander. Als die Reichsflotte 1852 die Radfregatte Barbarossa übernahm, hatte Heldt bei der Überführungsfahrt nach Danzig, die mit einer Landeübung des Seebataillons verbunden wurde, bis Oktober 1852 das Kommando über das Schiff. Am 23. Januar 1854 wurde er zum Marineleutnant I. Klasse befördert. 1855 führte er das Schiffsjungenschulschiff Mercur in der Ostsee. Die Beförderung zum Korvettenkapitän erfolgte am 12. Januar 1856. Von 1857 bis 1861 war Heldt Oberwerftdirektor in Danzig und zugleich kommandierte er die Technische Abteilung (Marinedepartement) der Marinestation der Ostsee. Vom 15. Mai 1862 bis zum 25. Dezember 1862 war Heldt Kommandant der Gedeckten Korvette Gazelle und führte Probefahrten durch. Vom 26. Dezember 1862 bis zum 25. März 1867 war er Chef des Stabes des Oberkommandos der Marine und wurde am 1. August 1863 zum Kapitän zur See befördert.
Am 10. April 1867 übernahm Heldt die Gedeckte Korvette Hertha, mit der er am 14. September 1867 ins östliche Mittelmeer aufbrach, wo er mit weiteren preußischen Schiffen an einem internationalen Einsatz vor Kreta zum Schutz der griechischen Bevölkerung vor Übergriffen der türkischen Besatzungsmacht teilnahm. Für einen Besuch bei der türkischen Regierung am 8. Dezember 1867 wechselte Heldt kurzzeitig auf die Gedeckte Korvette Medusa, da ihm nicht erlaubt wurde, mit der größeren Hertha die Dardanellen zu passieren. Die Hertha führte Heldt noch bis zum 15. Mai 1868. Ab dem 4. Mai 1868 war Heldt zunächst mit der Vertretung des Chefs der Marinestation der Ostsee beauftragt, die inzwischen nach Kiel verlegt wurde. In dieser Stellung am 15. September 1868 zum Konteradmiral befördert, wurde Heldt am 5. März 1869 zum Chef der Marinestation ernannt. Zugleich fungierte er als Mitglied bzw. Präses der Studienkommission. Während des Deutsch-Französischen Krieges war Heldt zudem vom 19. Juli 1870 bis zum 9. März 1871 Oberbefehlshaber der Ostseestreitkräfte. Sein Flaggschiff war der Radaviso Preußischer Adler. Am 8. Dezember 1874 wurde Heldt zur Disposition gestellt. Er verstarb am 23. Januar 1885 in Lübeck.